# Macudaira Szadanobu
Macudaira Szadanobu (松平 定信, Hepburn-átírással: Matsudaira Sadanobu, 1759. január 15. – 1829. június 14.) az Edo-korban élt japán daimjó, nevéhez fűződik az ún. Kanszei-reformok (1787-1793) kidolgozása, amelyet Tokugava Ienari sógun uralkodása kezdetével egy időben (1787 - 1837) vezettek be Japánban.

## Fiatalkora
Szadanobu 1759-ben született az edói várkastélyban, családja az uralkodó Tokugava család Tajaszu ágához tartozott. Apja Tajaszu Munetake volt, Tokugava Josimune sógun fia. A Tajaszu család a sógun kiterjedt rokonságával együtt élt az edói várkastélyban, de némileg el is különült tőlük, mivel Munetake az egyszerűbb, szigorúbb, férfiasabb életvitelt (maszuraoburi) kedvelte. A család többi ágától az is megkülönböztette, hogy alapítójának jelentős politikai ambíciói voltak: Munetake azt remélte, hogy apja utóda lehet, de helyette bátyja, Tokugava Iesige lett a sógun.
Szadanobut már fiatalkorától úgy nevelték, hogy hátha egyszer sógun lehet belőle. Ennek megfelelően alapos nevelésben részesült a konfuciánus elveknek megfelelően (amely jórészt a konfuciánus tanítások szó szerinti megtanulásából állt).

## Pályafutása
Sadanobu a VIII. sógun, Tokugava Josimune unokája, Josimune második fiának, az irodalmár Tajasu Munetake hetedik gyermekeként, Munetake ágyasától született. 
Szadanobu politikai pályaf
utásának kezdetét jelentette, amikor a korabeli főminiszter, Tanuma Okicugu mesterkedéseinek hatására a Sirakawa-han vezetője, Macudaira Szadakuni, a Hiszamacu-Macudaira család feje örökbe fogadta. Ez a család a Sirakava birtok uralkodója volt, amelynek jövedelmét 110 000 kokura becsülték. Mostohaapja elhúzódó betegsége miatt Szadanobu már 1783-ban átvette a birtok irányítását és rögtön szembe kellett néznie a birtok katasztrofális helyzetével: a névleges 110 000 koku jövedelemből 108 600-at "elveszett"-nek jelentettek. A kor amiben vagyunk a Tenmei-kor, éhségek, sok éhenhalás és lázadások jellemzik. Szadanobu fáradhatatlanul dolgozott a birtok talpraállításán és végül sikeresen stabilizálta a mezőgazdasági termelést és a pénzügyi helyzetét is. Reformja és politikai játszmái következtében egyre nagyobb hírnévre tett szert és 1787 nyarán kinevezték a sógun egyik főtanácsadójának, illetve a következő évben a 11. sógun, Tokugava Ienari régensének.
Szadanobu nevéhez fűződik a Kanszei-reformok kidolgozása, amellyel a gyenge lábakon álló Tokugawa-sógunátust akarta megmenteni. A reformintézkedések lényegében az előző sógun, Tokugava Ieharu intézkedéseinek felszámolását célozták és némi sikert értek el a sógunátus pénzügyeinek és bizonyos mértékben hírnevének helyreállításával. Azonban az idő múlásával hírneve megkopott és 1793-ban váratlanul lemondatták. Lemondatásának oka valószínűleg a császári és sóguni családdal szembeni álláspontja lehetett. 
Lemondatása után Szadanobu továbbra is figyelemmel kísérte a politikai eseményeket, különösen elődjével, Macudaira Nobuakival és a sógun egyetemének rektorával, Hajasi Dzsusszaival (akit személyesen nevezett ki) tartott fenn szoros kapcsolatot. Az általa kinevezett miniszterek pedig egészen az 1800-as évek elejéig tovább vitték a reformokat. A birtokot továbbra is nagy figyelemmel igazgatta, elsősorban folytatta reformjait, illetve nagy figyelmet szentelt az oktatásnak is. 1819-ben visszavonult a birtok éléről, helyét fia, Szadanaga vette át. Szadanobut a Csinkoku-Sukoku szentélyben temették el.
Egyik fia, Itakura Kacukijo szintén nagy hírnévre tett szert a késő Edo-korban a Tenpó-reformokban játszott szerepe miatt.

## Fordítás
- Ez a szócikk részben vagy egészben  a   Matsudaira Sadanobu című angol Wikipédia-szócikk fordításán alapul.  Az eredeti cikk szerkesztőit annak laptörténete sorolja fel. Ez a jelzés csupán a megfogalmazás eredetét és a szerzői jogokat jelzi, nem szolgál a cikkben szereplő információk forrásmegjelöléseként.

## Külső hivatkozások
- Genealogy Sirakawa uralkodó családjainak leszármazási táblái, beleértve a Macudaira családot Archiválva 2016. március 3-i dátummal a Wayback Machine-ben (japánul)
- Információk Szadanoburól a Japán Parlament oldalán (angolul)
- További információk (japánul)
- Csendom Andrea: Politikai élcelődés, vagy propaganda? A reformkori kibyōshi ábrázolásmódjáról In. Közel s Távol VI. 2017. 35-63.